# Moro (Filipines)

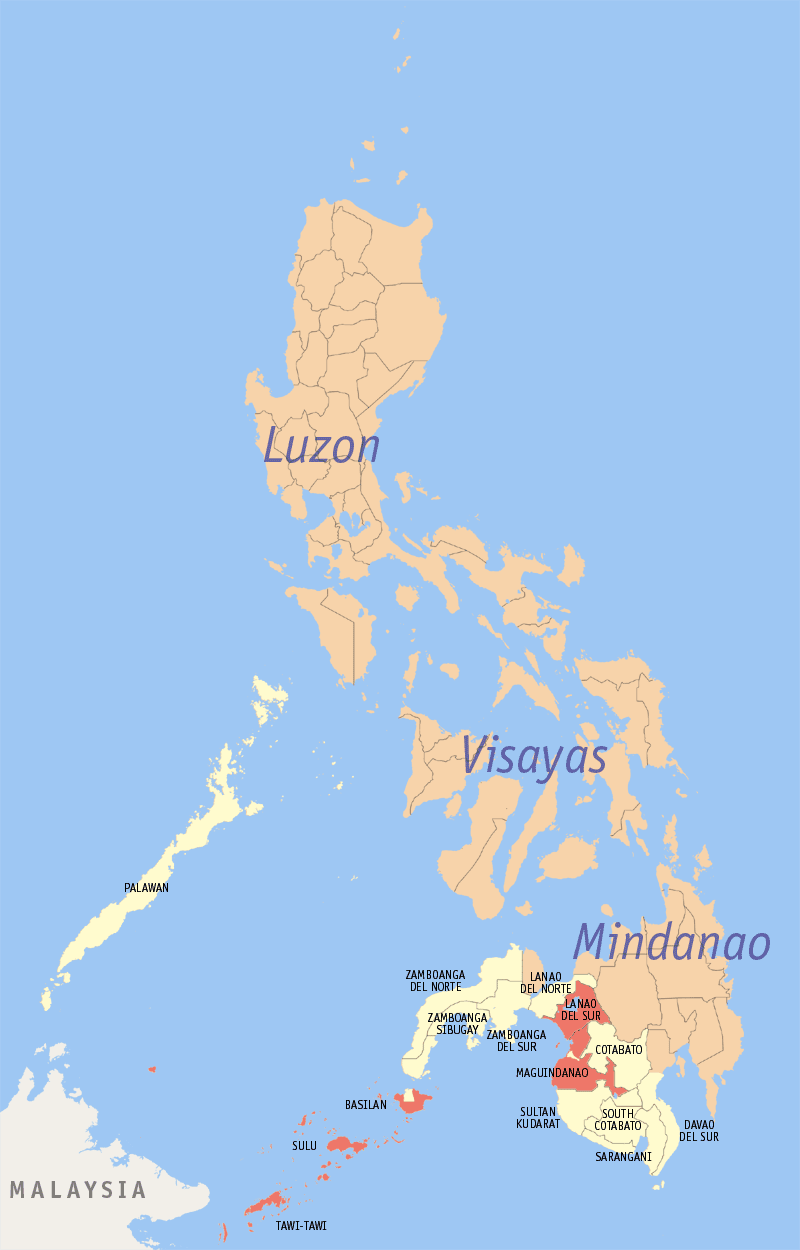
█ Territori de la Regió autònoma musulmana de Mindanao
█ Extensió històrica

Moros de les Filipines és la denominació dels membres musulmans del sud-oest de les Filipines que viuen a les illes de l'Arxipèlag de Sulu, al sud de Palawan i en Mindanao. Són coneguts també com a bangsamoros perquè denominen a la seva terra Bangsamoro; l'idioma que parlen es coneix també com a "moro", encara que fan servir vocables i dialectes derivats del tagalo i de les llengües indonèsies. Representen d'un 5 a un 10% de la població total filipina. Una part viu a la Regió Autònoma del Mindanao Musulmà. En 1968, després de la massacre de Jabidah les tensions amb el govern van escalar fins a produir-se una insurgència i diferents grups es van organitzar per assolir la independència, encapçalats pels seus soldans i nobles.
Els moros de les Filipines tenen ascendència mixta resultat d'un mestissatge entre malais, amb àrabs, xinesos i, en menor mesura, hispans. Es dediquen a l'agricultura, la pesca i la fabricació de teles, encara que en temps passats van ser famosos els pirates moros. Els moros es van convertir a l'islam durant els segles XV i XVI; la poligàmia encara es practica, aprovada per la religió que professen, i el govern local d'aquesta comunitat és d'estil patriarcal i està encapçalat per un cap denominat sultà.
Els musulmans de les Filipines (especialment els que viuen fora de la regió autònoma) utilitzen una bandera ètnica formada per 19 franges horitzontals alternades en verd i blanc, i al centre un rectangle verd amb una mitja lluna, un estel i una espasa en blanc.

## Organitzacions
Les principals organitzacions que han representat o representen als moros són:
- Moviment d'Independència de Mindanao
- Bangsa Moro Liberation Organization
- Front d'Alliberament Nacional Moro i Exèrcit del Poble Moro
- Front Islamic d'Alliberament Moro (MILF)
- Moviment Democràtic i Popular de Mindanao
- Organització Revolucionària dels Moros
- Organització de Resistència i Alliberament dels Moros
- Abu Sayyaf[3]

## Negociacions de pau
El 1976, després del fracàs de les negociacions de Trípoli, Hashim Salamat es va separar del Front d'Alliberament Nacional Moro en i va formar el MNLF-Comitè Central, va rebutjar dirigir el govern provisional autònom, i el president filipí Ferdinand Marcos va nomenar un govern provisori que va organitzar el referèndum boicotejat pels partits moros.
El 1996 es arribar a la pau amb el Front d'Alliberament Nacional Moro i es va establir el Southern Philippines Council for Peace and Development (SPCPD), òrgan del que la direcció va quedar en mans del MNLF. Els acords de pau establien la regió autònoma sobre tretze províncies després d'un referèndum i la integració de 7500 dels seus soldats a l'exèrcit, però el Front Islàmic d'Alliberament Moro no va acceptar els acords i va anunciar que es mantindria en guerra.
L'administració de Benigno Aquino va reprendre les negociacions el febrer de 2011, després que els rebels anunciessin que ja no buscaven la secessió de les Filipines, el 15 d’octubre de 2012, el govern de les Filipines va signar l'Acord marc sobre Bangsamoro, que proposava establir el Bangsamoro per substituir la regió autònoma al Mindanao musulmà, i el 24 de gener de 2014, la negociadora en cap del govern filipí, Miriam Coronel Ferer, i el negociador en cap del MILF, Mohagher Iqbal, van signar l’acord de pau a Kuala Lumpur, ratificat en 15 d'octubre a Manila pel president de les Filipines Benigno Aquino, del president de la MILF Ahod Balawag Ebrahim, amb el testimoni del primer ministre de Malàisia, Najib Razak.

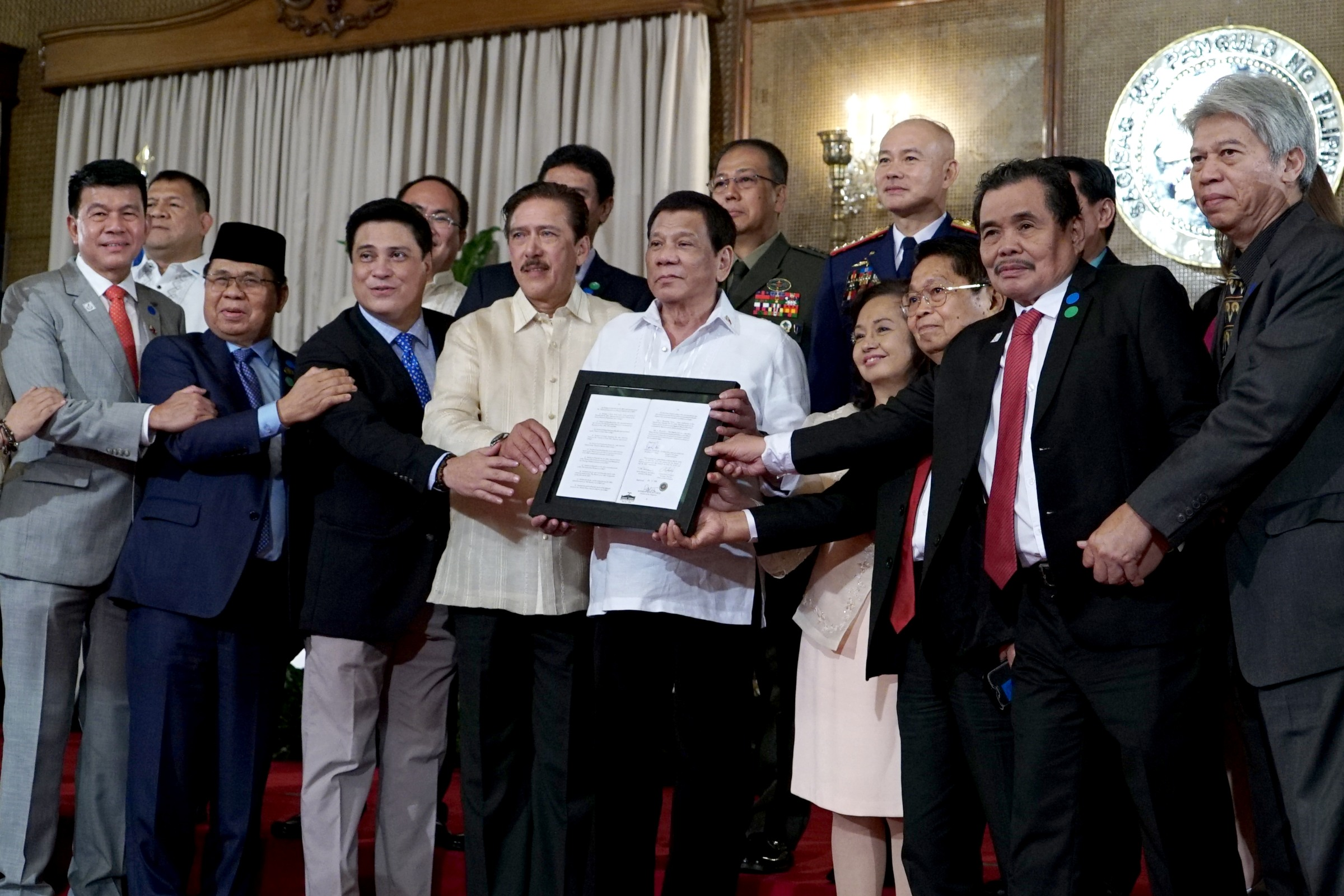
El president Rodrigo R. Duterte posa per a una foto amb els legisladors i negociadors en el procés de pau amb el Front Islàmic d'Alliberament Moro, així com alts càrrecs de les Forces Armades de Filipines i la Policia Nacional de Filipines durant la presentació del Bangsamoro Llei Orgànica (BOL) al MILF al Palau de Malacañan el 6 d'agost de 2018.

El 26 de juliol de 2018 el govern de les Filipines encapçalat per Rodrigo Duterte va establir la Llei Orgànica de Bangsamoro va abolir la Regió Autònoma del Mindanao musulmà (ARMM) i va preveure l'estructura bàsica de govern de Bangsamoro, seguint els acords establerts a l'Acord global sobre l'acord de pau de Bangsamoro signat entre el govern de Filipines i el Front Islàmic d'Alliberament Moro el 2014.

## Referèndum de 2019
La llei per la que es crea una nova regió autònoma musulmana al sud de les Filipines es va ratificar en un referèndum el 21 de gener i el 6 de febrer de 2019, el president de les Filipines, Rodrigo Duterte, va nomenar Ahod Balawag Ebrahim com a ministre en cap per administrar l'Autoritat de Transició de Bangsamoro fins al juny de 2022, quan el s’espera que s’acabi el procés de normalització.

## Subgrups ètnics
Existeixen els següents tretze subgrups ètnics pertanyents a la branca dels moros:
- Tausug
- Maguindanao
- Maranao
- Yakan
- Iranun
- Kalagan
- Sangil
- Samal
- Jama mapun
- Kalibugan
- Badjao
- Molbuganon
- Palawani